# Muricea appressa
Muricea appressa är en korallart som först beskrevs av Addison Emery Verrill 1864.  Muricea appressa ingår i släktet Muricea och familjen Plexauridae. Inga underarter finns listade i Catalogue of Life.